# Отношения между Приднестровьем и Нагорно-Карабахской Республикой
Непризнанная Нагорно-Карабахская Республика и непризнанная Приднестровская Молдавская Республика официально установили дипломатические отношения 4 июля 2001 года и признавали независимость друг друга. Оба государства являлись членами организации «Содружество непризнанных государств» и сообщества «За демократию и права народов» до прекращения существования НКР в 2023 году.

## История
4 июля 2001 года страны подписали «Протокол о сотрудничестве и консультациях между Министерством иностранных дел Приднестровской Молдавской Республики и Министерством иностранных дел Нагорно-Карабахской Республики» в столице непризнанной НКР, Степанакерте (Ханкенди).
23 ноября 2018 года делегация из Приднестровья посетила НКР. В Степанакерте (Ханкенди) вице-премьер ПМР Алексей Цуркан встретился с государственным министром НКР Григорием Мартиросяном, где было подписано торговое соглашение между двумя странами.
28 сентября 2020 года Министерство иностранных дел ПМР заявило, что надеется на урегулирование войны в Нагорно-Карабахской Республике. Она осудила военные действия и выразила сочувствие «братскому народу» НКР и восхищение «мужеством и стойкостью» населения Армении и НКР. Позже, 3 октября, было объявлено, что Приднестровская Молдавская Республика откроет фонд финансовой помощи НКР. Фонд был создан армянским меньшинством страны.
В 2023 году в результате военной операции Азербайджана и последовавшего на ним соглашения о прекращении огня непризнанная НКР прекратила своё существование.